# Grabówka (województwo podkarpackie)
Grabówka – wieś w Polsce położona w województwie podkarpackim, w powiecie brzozowskim, w gminie Dydnia.
| SIMC    | Nazwa       | Rodzaj    |
| ------- | ----------- | --------- |
| 0350705 | Góra        | część wsi |
| 0350711 | Kąty        | część wsi |
| 0350728 | Od Folwarku | część wsi |
| 0350734 | Od Lalina   | część wsi |

W latach 1975–1998 miejscowość administracyjnie należała do województwa krośnieńskiego.
W połowie XIX wieku właścicielem posiadłości tabularnej w Grabówce był Tomasz Wisłocki. Pod koniec XIX wieku właścicielem dóbr był Władysław Hićkiewicz.
W Grabówce w okresie okupacji mieściła się placówka AK podległa pod obwód sanocki, której dowódcą od roku 1943 był Mieczysław Bielec ps. Błysk. Po wkroczeniu Armii Czerwonej oddział Błyska wszedł w struktury dowodzenia podległe Okręgowi
VII (krakowskiemu) NSZ. Oddział ten współdziałał z jednostką D14 (Zgrupowanie Warta) dowodzoną przez Dragana Sotirovica. W sierpniu 1944 przekształcił się w Oddział Samoobrony przed UPA. Oddział ten walczył następnie w obronie m.in. zaatakowanych polskich mieszkańców wsi Lalin, repatriantów z Kresów, którzy zasiedlili tę wieś po przesiedleniu Ukraińców na Ukrainę. W roku 1946 jednostka ta weszła następnie w struktury SOO NSZ dowodzonego przez Antoniego Żubryda jako III kompania.

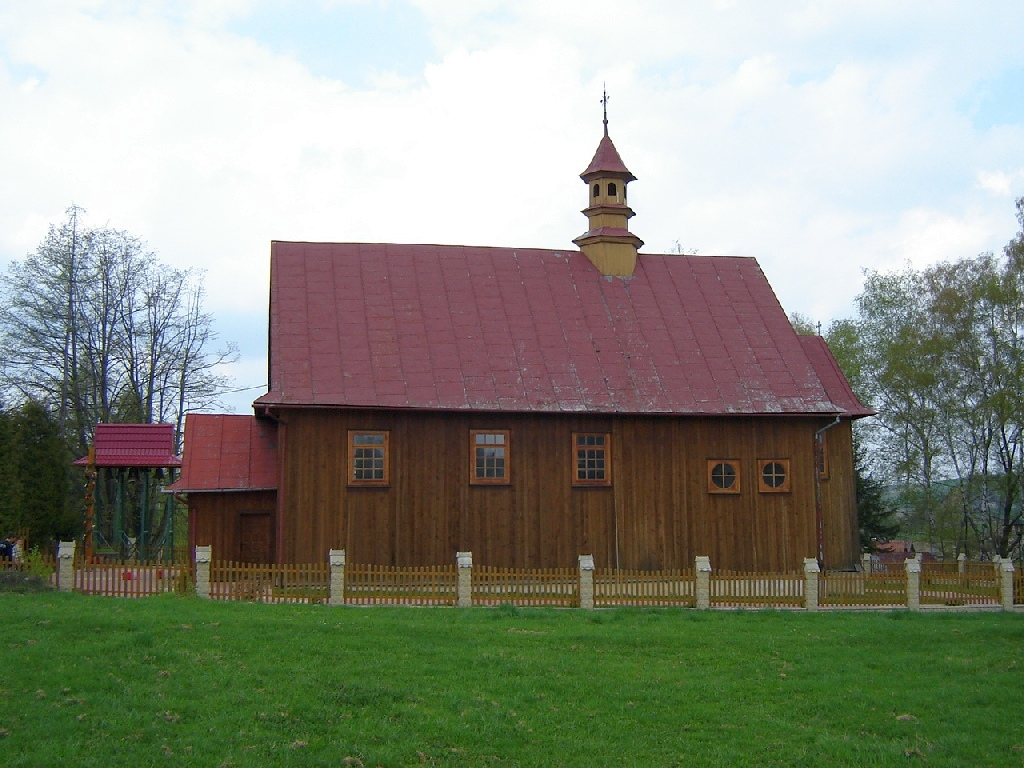
Drewniany kościół parafialny (2006)
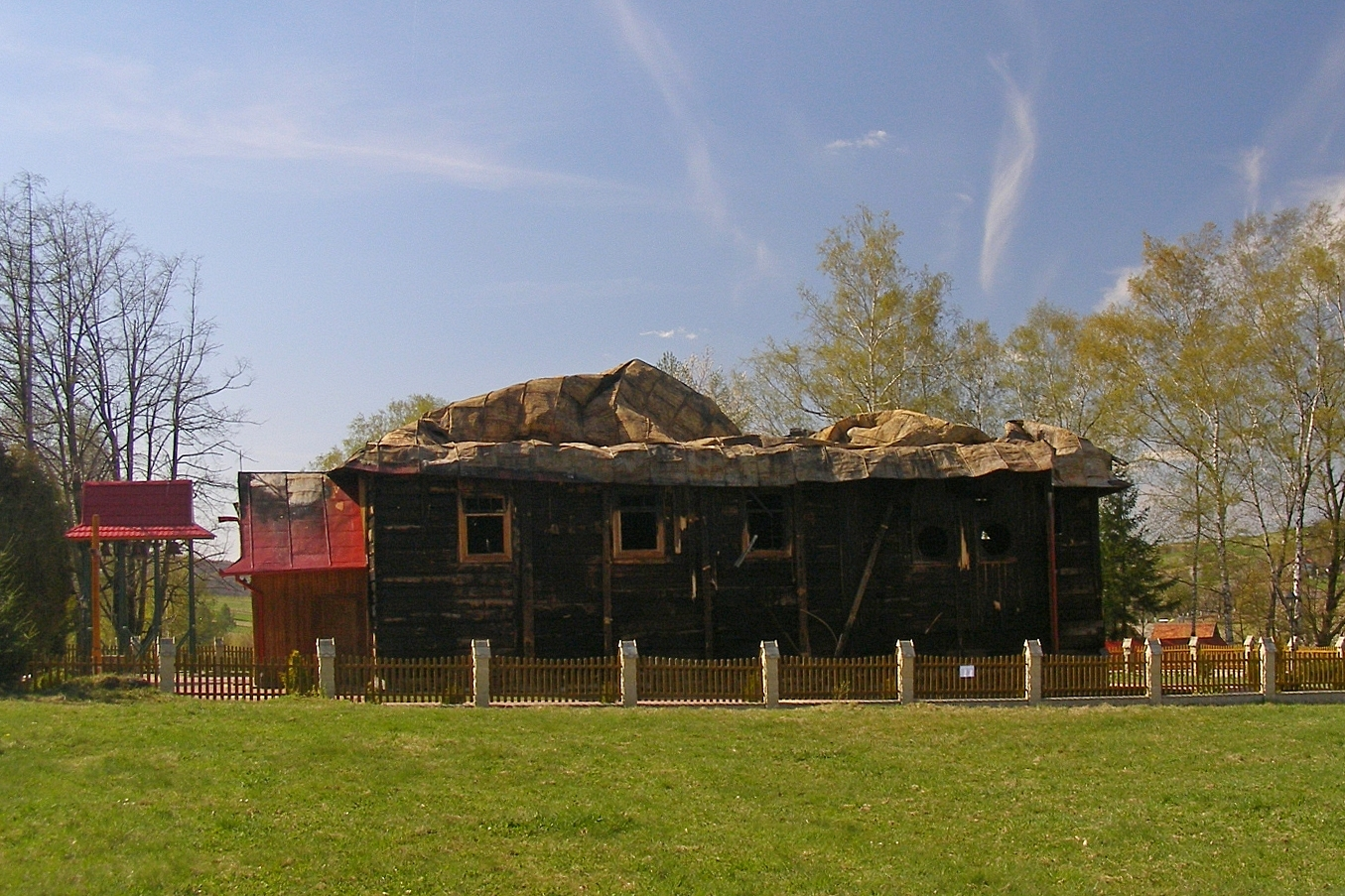
Pożar kościoła w 19.04.2007
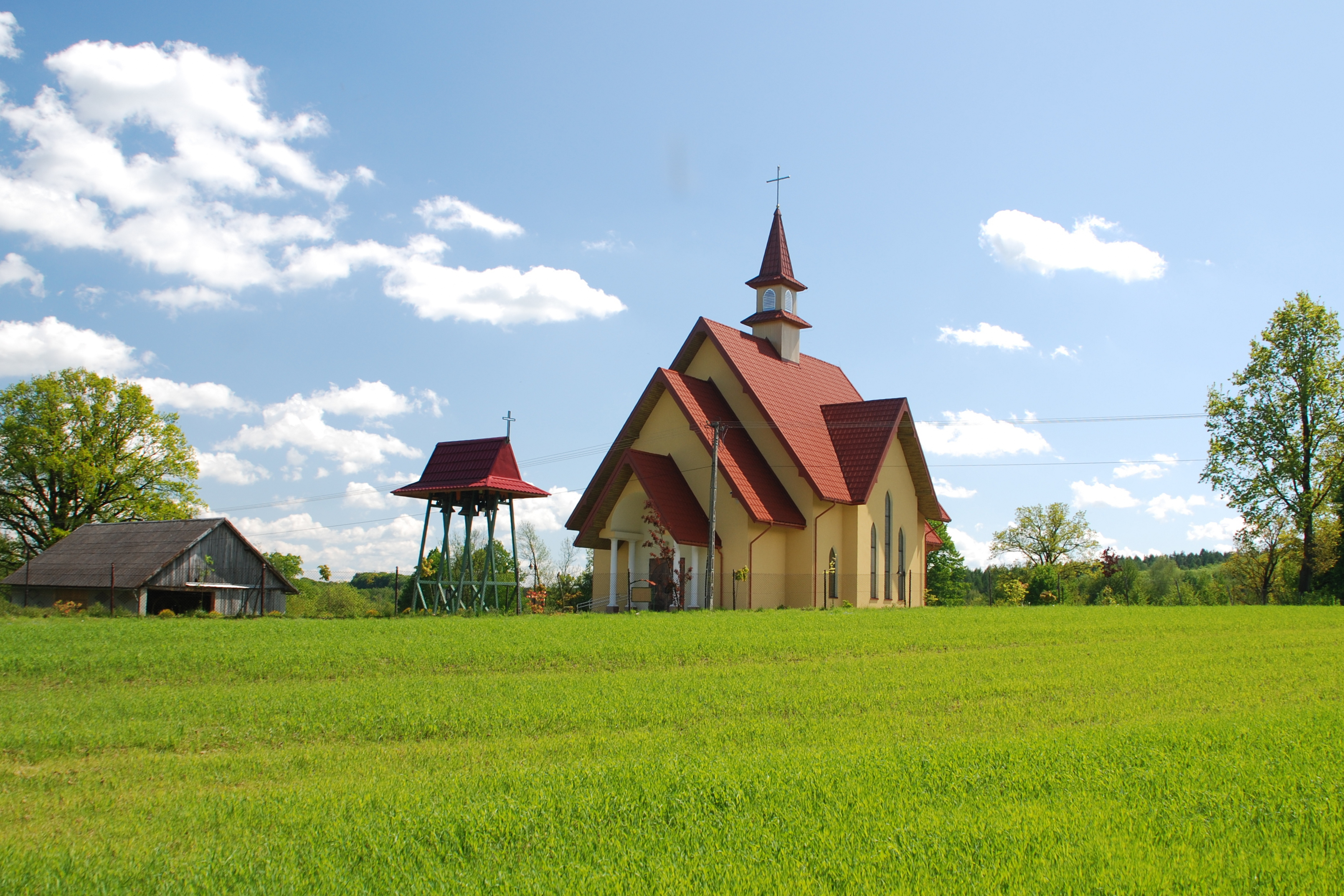
Nowy kościół parafialny